# D4プリンセス
『D4プリンセス』（ディーフォー プリンセス）は、原田将太郎による漫画、及びそれを原作としたテレビアニメ。「月刊コミック電撃大王」（メディアワークス）にて連載されていた。コミックスは全4巻。

## 概要
原作者の原田にとってはこの作品が初の商業誌連載であった。また掲載誌の電撃大王もこの連載の最中季刊→隔月刊→月刊と移り変わっており、そのためわずか単行本4巻の作品にもかかわらず連載期間は約4年の長期であった。このため1巻とそれ以降ではかなり絵柄が違っている。
各自の持つ素質が具現化した能力（アビリティ）が具現化した鎧（作中では「重甲」と称される）をまとい、武器（ツール）を駆使し闘う、パンツァーと呼ばれる能力者達のバトルを描いたSFアクション。
メインキャラクターのうち、瑠璃堂三姉妹とすぴなの持つ武器（ツール）は「螺旋皇機」とよばれる皇女専用ドリルで、タイトルの「D4」は主人公どりすが4番目のカイザー・ドリルを持つことからきている。
作品世界および作中に登場する武器や組織についての詳細な設定がコミック版の単行本に書かれている。
キャラクターの名前、技の名称などの元ネタには勇者シリーズのキャラクター名や武器名などからの引用、台詞などからのもじりが多数見られる。これらの元ネタに関しては作者自身が単行本の3巻から4巻で自ら明かしている。

## ストーリー
螺旋皇国第三皇女、瑠璃堂どりすは国のしきたりに従い、皇女としての資格を審査する「審判の日々」を過ごすため自治都市「東方帝都」に留学してきた。どりすが留学先を東方帝都に選んだのは、大罪を犯し失踪した長姉どりなを探すためであった。数々のパンツァー達とのバトルを経てどりすは成長し、またどりなの失踪とどりす自身の秘密にまつわる謎がやがて明かされていく。

## 登場人物
瑠璃堂どりす / D（ドリル）＝プリンセス
主人公。13歳。螺旋皇国第三皇女。ドリルの属性を持つパンツァー。しきたりにより13歳まで幽閉された状態で育ったが、明るく天真爛漫。彼女の重甲だけはなぜか自己進化能力を持ち、武器には敵の生命を奪わない「安全弁（リミッター）」がかけられている（適時安全弁を外すのは可能）。闘いで相手の命を奪わない主義。
会ったことのないどりなから手紙を貰ったことで、彼女に会いたい一心で東方帝都への留学を決めた。当初はバトルに勝てばどりなが注目してくれると思っており、初期にはどりなに会いたいあまり多少自己中心的な行動も目立ったが、様々な事件を経て成長し、最終的には臣下にも慕われ、友や国民のために自分の命をも厭わない立派な皇女へと成長していった。
実は幼少時から長らくリリスに取り憑かれており、「血の審判」はリリスが6歳の彼女の体を乗っ取り起こしたものであった。髪の色が姉2人と違い、変身後（成人した姿）は五十嵐ルリ子にそっくりであったが、それはリリスが「血の審判」時にどりなに倒されかけて生命の危機に陥り、生命維持のため英雄に射殺された直後のルリ子の生体エネルギーを吸収したため、家族を想いながら死んだルリ子の念が反映されたものである。英雄の策略で一時はどりなと敵対するが、リリスと分離し真実を知りどりなとも和解、終盤（20歳時）で自身の「審判の日」にリリスと死闘を繰り広げ、封印する。しかしその際に記憶を失い、肉体もリリスが発現する前の6歳の姿（姉と似た黒髪）に戻ってしまい、もう一度人生をやり直すことになる。
原作では姉たちのことを「お姉ちゃん」または「りな姉ちゃん」「りあ姉ちゃん」と呼びタメ口だが、アニメ版では「お姉さま」と呼び敬語を使っている。
アニメ版では甘やかされ気味に何不自由なく育った設定で、世間知らずで調子のいい面が強調されたキャラクターとなっているが、バトルを経てその秘めた戦闘力が開花していく。つばさのことは「銀ちゃん」、のぞみのことは「愛ちゃん」、サイコのことは「天（てん）ちゃん」、すぴなを「ぷーちゃん」と呼んでいる。
瑠璃堂どりあ / D（ドリル）＝クイーン
どりすの次姉。螺旋皇国第二皇女。眼鏡で黒髪、巨乳で大食漢。21歳。おっとりとした外見や喋り方に反して行動はかなり無茶苦茶で怒らせると怖い一面もあり、敵のみならず、多少反抗的な態度を出したどりすや英雄を容赦なく叩きのめすこともある。姉妹への思い入れは深い。
螺旋皇国の皇女は13歳まで家族を含めた他人とは隔絶された環境「帝域」で育つが、その掟を破る形で12歳のどりすに特訓を課しており（原作ではこの件はごくわずかな回想で触れられるのみ）、東方帝都に出たどりすを追って自らも五十嵐家に居候し、家事を手伝っている。パンツァーとしては非常に強い戦闘力を持ち、重甲を着装したのちは普段の温和な表情と打って変わった釣り目の恐ろしげな顔になっている。敵との戦いにおいては非情な一面も見せる。
彼女の武器「カイザー・ロッド」はドリル形態としても使用するが、ドリル部分（流体金属という設定）を解いて鞭状にすることもでき、重甲を着装せずこの鞭だけで闘っているシーンもいくらか描写されている。
原作では最終決戦の後皇帝代行となるが、後に姿を消す。アニメ版では専らどりすのコーチ役としての面が描かれ、理不尽かつハードな特訓を毎日のようにどりすに課す。パンツァー姿はどりすや学校の職員を脅したりするシーンでイメージ的に現れるのみ。
瑠璃堂どりな / D（ドリル）＝エンジェル
どりすの長姉で螺旋皇国第一皇女、26歳。6年前、成人した皇女が皇女としての資格を審査される「審判の日」に式典の参列者達を大量虐殺する事件「血の審判」を犯し螺旋皇国から出奔したとされており、東方帝都のスラム街で地下組織のリーダー「マスター・D」として暮らしていた。
実は「血の審判」の犯人が彼女であるとの公式発表は結城英雄の策略によるもので、彼女は無実であった。
どりすに度々刺客を差し向けるが、その真意はどりすを鍛え上げることで取り憑いたリリスを覚醒させ引き剥がすことにあった。本来は妹や友人を思う優しい心根の人物である。格闘技的な戦闘スタイルであり、着装しない状態でも素手で格下のパンツァーを一撃で葬るほどの実力を持つ。
リリスとの最終決戦の後行方不明になっていたが、ラストでは雷蔵と夫婦になっており、自宅で再び留学してきたどりすを迎える。
アニメ版では回想シーンにわずかのみ登場。
旋風院すぴな / D（ドリル）＝ブラスター
どりす達姉妹の分家筋にあたる少女。18歳。喫煙者。名家の産まれであるが堅苦しい生活を嫌って家出、東方帝都のジャンク街で気侭に暮らす。また、家出の直後にどりすが幽閉されていた「帝域」に潜り込みどりすと遊んでいた時期があった模様。
彼女の重甲や武器は、家出の際に本来皇女用だったものを勝手に持ち出したものである。一時期東方帝都の警察組織「帝都機動警察（帝機）」の巡査だったがある事件を機に辞めている。
がめつい性格で大食漢、自己中心的だが人情もあり戦闘力も強く、銃器の扱いや重甲の改造技術にも優れる。「黄金獣」という、機械類とも融合可能な人工生物を5匹従えている。
終盤は帝機に復職し、最後のリリス達との闘いの時点では警部補となっていたが、勝手に帝機の部隊を出動させるなど相変わらず行動は無茶苦茶だった。最終決戦で負傷し左腕を失い義手となる。
彼女の武器はドリルを粒子加速器として使うという設定がされており、闘いの際にもドリルで突き刺すというよりは銃のような使い方をしている。
アニメ版には登場しない。
天野サイコ / C（カーム）＝シンフォニー
どりすの級友で小柄でロングヘアの眼鏡をかけた少女。アニメ版では登場しない。基本的に他人は苗字に「さん」付けで呼ぶが、無愛想でずけずけと物を言う性格のためのぞみとはどつき合いになる。
モバイルを頻繁にいじっており、情報収集を行う。武器は笛がモチーフ。どりすに想いを寄せているらしい描写があった。最後のリリスとの闘いでは重甲をパワーアップさせて戦闘に参加、戦いが終わった後は幼児に戻ってしまったどりすの世話係となった。
銀乃つばさ
どりすの級友。報道部に所属し、ジャーナリストになる夢を持っている。パンツァーではないが何かとどりすの手助けをしてくれる。どりす、サイコ、のぞみと行動をよく共にし、サイコとのぞみのどつきあいを叱り付け止める役回り。終盤では記者となってどりすの式典を見守るシーンがある。
原作はどりすの1歳上の設定。アニメ版では学生寮でのどりすのルームメイトという設定になっており、のぞみと共に単なるモブキャラとなっている。
愛野のぞみ / B（ブレード）＝スピリット
どりすの級友で関西弁を喋り、サイコとはたびたびどつき合う仲。原作では彼女もパンツァーであり、武器はブーメランがモチーフ。終盤負傷のためパンツァーになれなくなり、故郷へ帰る。その後は結婚・出産して主婦になった模様。戦闘シーンは直接描かれなかったため実力のほどは不明だがどりすには敗北したらしい。
原作では巨乳。アニメ版ではパンツァーである設定はなく、つばさと共にバトルの実況役やどりすへのツッコミ役となっている。どりすへの呼び名は原作では「るり坊」、アニメ版では「どりす」。
結城英雄（影竜）
どりすのお付きの男性。35歳。アニメ版では登場しない。かつてはどりなのお付きでもあり、どりなに武術を教えた師でもある。どりすの前では善人を装っていたが実は「血の審判」でルリ子を殺害した真犯人で、裏でどりすとどりなを敵対させようと画策していた。
リリスに心酔して彼女の目的を達成することに心血を注ぎ、そのためならかつての弟子であるどりなを陥れたり、実弟の影鷹を殺害することにも全く躊躇しない。最終決戦ではリリスの一派としてどりな達と戦ったが、どりなに破れ瀕死の重傷を負い、どりすにレコンの奥へ引きずりこまれたリリスを追おうとしてレコンの重力に潰されて死ぬ。
五十嵐雷蔵
どりすの下宿先の息子で長髪の少年。無愛想でどりすとは喧嘩もするが相談に乗ったこともある。彼の家にはかつて少女時代のどりなも下宿しており、どりなを慕っていた。
アニメ版ではどりすの下宿先は学生寮という設定になっているため登場しない。どりすの成人後の回想シーンで一旦どりすと交際して破局したかのような描写が若干あるが、最終的にはどりなと結ばれ2児の父となった。
五十嵐海蔵
雷蔵の弟で大人しい少年だが、ストーリーにはあまり絡まない。
五十嵐ルリ子
雷蔵、海蔵の母で旭の妻。原作の回想シーンにのみ登場。かつて自宅に下宿していた少女時代のどりなと親友で、どりなの「審判の日」の式典に螺旋皇国へ同行し、「血の審判」の最中にどりなの力を使い封印を破るためどりなに取り憑こうとしたリリスを阻止したものの、英雄に射殺された。
五十嵐旭
どりすの下宿先の主人でルリ子の夫。豪快な性格。妻を殺した真犯人はどりなではないと信じている。
鋼（はがね） / C（クロウ）＝デヴァイス
どりすの同級生で高飛車な少女でパンツァー。初期にどりすに倒される。後にシスター・マリィに倒され負傷、パンツァーにはなれなくなる。
なあす / E＝スプリガン
原作のみ登場。どりあが拾って娘として育てていた謎の少女。わずか一週間で赤子から幼児になるなどの異常な成長をとげ、外見がどりあに酷似している。その正体は羽佐間の作った兵器用人造パンツァーで、外見が似ていたのはどりあの姿と能力をトレースしていたためであった。一度はどりあを攻撃し（ただし急所は意図的に外していた）羽佐間の元へ戻るが、それは「母」どりあを守るための芝居だった。羽佐間に立ち向かおうとするが不完全体だったため果たせず倒れ、どりあの腕の中で消滅する。
羽佐間切人 / S（シザー）＝ハンズ
なあすを作った科学者。「究極の生体兵器」の完成に固執し、なあすの素体を盗んで逃走する最中、部下が素体を取り落としたため、素体が成長した姿であるなあすを取り返そうとする。一度はなあすの死に怒ったどりあに倒されるが、海に落ちて行方をくらました。終盤はリリスの仲間に入り、シスター・マリィの武器であった「神父」人形やなあすの姿をした人造パンツァー「V（ヴァルキリー）=スプリガン」を大量に作成しリリス・英雄らと共に螺旋皇国に侵攻するが、どりあと対峙し倒される。
紐呂木 / C（ケーブル）＝フリッカー
羽佐間の部下で、特殊な高周波を発しケーブルを自在に操る。羽佐間の命令で人造パンツァーの素体であるエネルギー体を持って逃げる途中、帝機に追われて素体を取り落とし、これがどりあの側に落ちたため、なあすとなった。どりあに一撃で倒され、逮捕される。
レイン・マクロード
東方帝都の警察組織「帝都機動警察（帝機）」の警部を勤める女性。かつて家出少女であったすぴなを見込んで半ば強引に帝機の巡査として採用し自らの部下としたが、すぴなは後に彼女の作戦ミスをかばう形で辞職していた。当初はパンツァー嫌いであったが、どりすらの活躍を目の当たりにし考えを改める。
終盤ですぴなを説得して復職させるが、リリスとの戦闘時に相変わらずの暴走ぶりを見せるすぴなをどつき回していた。
影狼
どりなの部下の少年で、どりなを警護する「隠密警護団（シャドーガード）」のメンバー。可愛らしい容姿だが残虐な一面を持つ。「血の審判」で同じく隠密警護団の一員だった双子の妹の影丸を亡くしている。影丸を殺したリリスへの憎しみから意図的に自身の成長を止めており、外見より実際の年齢はかなり上である。ラストシーンでは成長した姿になり、どりすに付き従っていた。
影鷹
どりなの部下で隠密警護団のメンバー。結城英雄（影竜）の弟。英雄に殺害される。
影虎
どりなの部下で隠密警護団のメンバーでスキンヘッドの筋肉質な男性。すぴなのかつての師匠。最終決戦の最中、英雄に殺害される。
ゼネラル・モーターバロン / W（ホイルナイツ）＝ギガンテス
東方帝都で活動する裏組織の一つ「動輪騎士団」のボスで、山のような巨漢の男性。1対1ならどりあの攻撃をも跳ね返す強力な戦闘力を持つ。彼と「動輪騎士団」のメンバー達はいずれもタイヤのパンツァーである。テロリストではあるが義侠心に厚く、「獲物以外のカタギに手を出さない」ことをポリシーとしており、これに反した部下は容赦なく叩きのめす。帝機の軍用機をハイジャックする事件を起こし、それを阻止しようとしたどりす・どりあ・すぴなと対戦するが彼女達3人の合体技に破れる。最終戦ではリリスに部下達とともに螺旋皇国の地下に捕らえられていたところをすぴなに発見され、彼女とともにリリス軍団と闘う。
シスター・マリィ / C（クロス）＝ブリンガー
シスターの格好をした女性のパンツァーで、「重甲狩り」として神父「アトム」とともにパンツァーを襲い続けており、鋼やのぞみは彼女の手によってパンツァーとして再起できなくなる怪我を負わされた。実は神父は人間ではなく人形で、それこそが彼女の武器であり、また結城英雄がどりなにさらなる罪を着せてどりすと対立させるために「重甲狩り」を彼女に依頼していた。どりすと戦闘中に英雄に銃殺され、その遺体をリリスが乗っ取り最終戦に臨み、リリスが本来の肉体に戻った後はその肉体は空の死体となり崩れ落ちた。
リリス / D（ドリル）＝エンプレス
原作においての最終的などりす達の敵。1000年前の螺旋皇国の3人いた皇女の末娘で、強力な力を持っていたがその本性は作中で他のキャラクター達に「悪鬼」と呼ばれる通りのものであり、謀反を起こし姉達によって螺旋皇国の力場の泉「レコン」にその肉体を封印されていた。精神体のみが脱出しどりすに長年取憑いており、封印を解くチャンスをうかがっていた。「血の審判」事件の際にはどりなの肉体を乗っとろうとしたがルリ子の妨害で失敗、その後はどりすに取りついたまま眠りについていたが、どりなとの闘いにより再び目覚め、どりすから引き剥がされた。精神体のみでもどりなが倒しきれないほどの強力な戦闘力を持つ。終盤では封印されていた自身の肉体と再び同化し、圧倒的な力でどりすと死闘を繰り広げるが、どりすにレコンの底へ引き込まれ封印され、消滅する。アニメでは登場しない。
我王ねじる / B（ブラッディ）＝ドリル
アニメオリジナルキャラクター。アニメ版においてのどりすのライバルで一学年上。ショートカットで褐色の肌をしており女性だが一人称は「俺」。両親はなくアルバイトをして妹と暮らしている。転入したてのどりすを妙に気に入り、お互いバトルをしたいと願いあう仲になる。
実は過去にバトルの対戦相手を誤って死なせており、その事実に苛まれ続けていた。また同級生からも事件以来「殺戮さん」と蔑まれ距離をおかれていた。どりすとの念願のバトルで互角に闘い、そのことを通して立ち直ったものの、アルバイトをしていた工事現場で機材の落下から他の作業員を助けようとしているうち鉄骨の下敷きになって死亡する。生前にどりすに書いていた手紙が彼女の死で落ち込んでいたどりすを励ますことになる。
高枝はさみ / L（ラージコーン）＝ビートル
アニメオリジナルキャラクターで、アニメ版でのどりすの最初の対戦相手。一度はどりすに勝つが、リベンジマッチで敗北する。学年はどりすの1つ上で、同学年の栗奈のずる、光井あかりと行動をともにしている。
栗奈のずる / T（トルネード）＝モーター
アニメオリジナルキャラクター。どりすの2度目の対戦相手で、掃除機をモチーフにした武器で風を起こし闘う。前半では有利に闘ったが、後半でフォームアップしたどりすに破れる。
光井あかり / L（ライトニング）＝エンジェル
アニメオリジナルキャラクター。戦闘シーンはアニメ版のラストに登場したのみ。外見に似合わず嫌味な性格で、はさみ・のずるらと供にねじるを面と向かって中傷するなどしている。
我王ねじり
アニメオリジナルキャラクター。我王ねじるの妹で、ねじるの死後どりすの元を訪れてねじるの過去を伝え、どりすに「バトルをやめないで」と頼む。

## 用語
パンツァー
各自の能力が具現化した能力（アビリティ）を素材とした鎧（重甲）をまとい、武器（ツール）を使い闘う特殊能力者のこと。作品の舞台となる東方帝都では10人に1人がパンツァーであるほど一般的なものになっており、老若男女存在する。重甲や武器のモチーフはドリルやブーメランなど様々な道具が元になっている。
普段は重甲や武器は粒子状になって肉眼では視認できない状態で体の周辺に纏いついており、各自の意志により粒子が結合し、着装する。強力なパンツァーなら着装しない状態でもかなりの戦闘力を持つ。着装後は肉体が変化する場合もあり、少女が成人の肉体になる（どりす）、髪や目の色が変わる（どりあ、すぴな、のぞみ）パターンが作中では描写されている。大技を繰り出す際は武器に「ブリッド」と呼ばれる小型のエネルギー弾を装填する必要があり、アニメ版でも直接の言及はないものの栗奈のずるが自分の武器にブリッドを放りこむシーンが一瞬ある。
原作ではパンツァー同士のバトルは街中のどこでも行われており、それを監視衛星がキャッチして勝敗をポイント化し、「パンツァーリーグ」のランク付けを行っている。
アニメ版では学園内のバトルは予め学校側に届け出た上で専用の闘技場を使って、時間制限を設けて行われている。
螺旋皇国
どりす達の母国。「大国」と原作中では言われているが、成立や地理の詳細は不明。日本風の名や欧米風の名が混在していることから、国家を構成する人種は様々であると思われる。。皇帝による王制を敷いているが、原作の設定では前皇帝であるどりすらの母は死去しているため帝室（皇帝の一族と思われるが詳細な定義は不明）が統治を行っている。帝室は重甲開発にもかなりの技術力をもっている模様。
皇帝の直系はなぜか女児しか産まれないため、皇帝は代々女性のみである。皇帝の娘達は13歳まで「帝域（エリア）」と呼ばれる島で隔離されて育てられ、13歳から20歳まで外国へ留学し一般家庭にホームステイし、皇女としての資格を審査され、市井で修行する（この期間を「審判の日々（ジャッジメント・デイズ）」）しきたりがある。20歳になると皇女は国へ戻り、帝室による最終的な審判の儀式（最終審判）を受け、これをクリアした皇女は帝室のメンバーとして認められ、政治に参加する。
アニメ版では皇女を幽閉して育てるしきたりの設定は無く、皇女らは何不自由なく親と育ちどりすらの両親も健在である。
東方帝都
世界中に5か所ある「帝都」と呼ばれる自治都市の1つ。一番から拾番街と中央府の11区画からなっている。自由流入のシステムであり、他国の警察権が及ばないため犯罪者が多数流入しており、地区によっては治安が悪化して封鎖されていたり、質の悪い連中がうろつく場所もある。
アニメ版では街の治安などに関する言及はない。
帝都学園
どりす達が通う東方帝都の教育機関。東方帝都には教育機関はここしかない。どりすらは中等部に在籍し、中等部は単位制になっており、様々な学科に別れている。原作では男子生徒も多数登場するが、アニメ版では女子生徒の姿しかなく、また単位制である設定はなく、全寮制である。アニメの舞台はほとんどこの学園内。
血の審判
どりなの「最終審判」の儀式の日に、参列者2000人以上が虐殺された事件。結城英雄の証言によりどりなはこの事件の犯人とされ、国から手配される身となった。真犯人は当時6歳だったどりすの肉体を乗っ取っていたリリスであった。
レコン
螺旋皇国にある巨大なモニュメント。この中にリリスの肉体が封印されていた。封印は強力な力を持った皇女でないと破れないため、リリスは皇女の肉体を乗っ取って封印を破ろうとたくらんでおり「血の審判」を起こした。またどりすはリリスの肉体をよりレコン内部の奥深くに封印しなおすため一旦封印を破ろうとしていた。内部は高密度、高重力の亜空間になっており、普通のパンツァーは近づいただけでも潰されてしまう。そのためどりすに奥へと引きずりこまれたリリスは二度と外へ出られなくなり、どりすもかろうじてどりあに助けられたものの6歳の頃に戻ってしまった。

## テレビアニメ
1999年4月6日から同年9月28日までWOWOWアニメコンプレックス枠で放送された。全24話。AT-Xで2003年12月に再放送された。
コメディー色の強い学園スポ根的な内容となっており、ストーリーは原作とは全く別物となっている。設定面でもアニメと原作には大きな違いがある。重甲・武器の装着はセットフォーム→フォームアップの2段階あるが、アニメではフォームアップは特別な訓練を行わないとできない設定となっており、もっぱらセットフォームのみが描かれている。

### キャスト
- 瑠璃堂どりす - 倉田雅世
- 我王ねじる、ねじり - 小西寛子
- 瑠璃堂どりあ - 井上喜久子
- 星ル - 麻績村まゆ子
- 銀乃つばさ - 川菜翠
- 愛野のぞみ - 浅田葉子
- 光井あかり - 柚木涼香

### スタッフ
- 原作 - 原田将太郎
- 監督・構成・脚本 - 井出安軌
- キャラクターデザイン - 越智信次
- メカデザイン - 渡辺義弘
- 美術監督 - 黒田淳一
- 撮影監督 - 安津畑隆
- 編集 - 船見康恵[2]
- 音響監督 - 松岡裕紀
- 音楽 - 川井憲次
- アニメーションプロデューサー - 安西武
- 企画・プロデュース - 久米憲司
- アニメーション制作 - 童夢
- 製作 - ポニーキャニオン

### 主題歌
オープニングテーマ「Theme of D4」（インストゥルメンタル）
演奏 - 川井憲次
エンディングテーマ「ドリルでルンルン クルルンルン」
作詞 - 川菜翠 / 作曲・編曲 - 名古屋司 / 歌 - 川菜翠&麻績村まゆ子

### 各話リスト
| 話 | 放送日        | サブタイトル                          | 絵コンテ          | 演出       | 作画監督          |
| -- | ------------- | ------------------------------------- | ----------------- | ---------- | ----------------- |
| 1  | 1999年 4月6日 | 登場、瑠璃堂どりす!                   | 八谷賢一          | 八谷賢一   | 岩田幸大          |
| 2  | 4月13日       | 華麗に変身! いけてる?あたし           | 八谷賢一          | 八谷賢一   | 阿部邦博          |
| 3  | 4月20日       | 砕けた自信 あたし泣いちゃう           | 八谷賢一          | 八谷賢一   | 菅沼栄治          |
| 4  | 4月27日       | 朝からヘトヘト 御姉様ひどいよ         | 滝川和男          | 滝川和男   | 渡辺義弘          |
| 5  | 5月4日        | 味体験? 誰かあたしを救って            | 河原祐二          | 河原祐二   | 阿部邦博          |
| 6  | 5月11日       | 救いのヒーロー その名は駄犬チロ!      | 八谷賢一          | 八谷賢一   | 岩田幸大          |
| 7  | 5月18日       | 東方帝都学園24時 瑠璃堂どりす         | 舛成孝二          | 日色如夏   | 柳沢テツヤ        |
| 8  | 5月25日       | 中央闘技場で動悸 あなた誰?            | 滝川和男          | 滝川和男   | 渡辺義弘          |
| 9  | 6月1日        | ファーストバトル! 緊張するっス        | 八谷賢一          | 八谷賢一   | 加野晃            |
| 10 | 6月8日        | 歪む日常 みんな怖いよ                 | 立花源十郎        | 立花源十郎 | 吉田潤            |
| 11 | 6月15日       | バトル前からボロボロ でも負けないモン | 井出安軌 岡尾貴洋 | 岡尾貴洋   | 岡村正弘 越智信次 |
| 12 | 6月22日       | リベンジバトル 見せるわ特訓の成果!    | 八谷賢一          | 菅沼栄治   | 菅沼栄治          |
| 13 | 6月29日       | 新たなる珍特訓 今度は何?              | 八谷賢一          | 八谷賢一   | 岩田幸大          |
| 14 | 7月6日        | スカートめくれまくり? 二人目は風使い  | 日色如夏          | 日色如夏   | 藤井まき          |
| 15 | 7月13日       | 竜巻地獄! 驚異のトルネード・モーター  | 滝川和男          | 滝川和男   | 越智信次 岡村正弘 |
| 16 | 7月27日       | DはDを呼ぶ 止められない決意           | 八谷賢一          | 八谷賢一   | 斎藤哲人          |
| 17 | 8月3日        | 御姉様がこだわるもうひとつの私        | 八谷賢一          | 八谷賢一   | 吉田潤            |
| 18 | 8月17日       | 無謀なる戦い? 血が示す可能性          | 西本由紀夫        | 西本由紀夫 | 渡部圭祐          |
| 19 | 8月24日       | 軋み合うドリル そこに或るもの         | 菅沼栄治          | 菅沼栄治   | 菅沼栄治          |
| 20 | 8月31日       | ワレモノ注意! 硝子のプリンセスハート  | 八谷賢一          | 八谷賢一   | 岩田幸大 河野悦隆 |
| 21 | 9月7日        | 皇女只今家出中につき                  | 日色如夏          | 日色如夏   | 斎藤哲人          |
| 22 | 9月14日       | 暮れゆく紅 癒される赤                 | 八谷賢一          | 八谷賢一   | 吉田潤            |
| 23 | 9月21日       | 照らせない心 届かない陽射し           | 菅沼栄治          | 菅沼栄治   | 菅沼栄治          |
| 24 | 9月28日       | だってあたしはプリンセス              | 八谷賢一          | 八谷賢一   | 斎藤哲人          |

### DVD
- 『D4プリンセス』全4巻（1話から24話、各巻6話ずつ収録、各6,090円）
- 新装版『D4プリンセス』全4巻（1話から24話、各巻6話ずつ収録、各3,150円）

2005年7月からポニーキャニオンがm.o.e.レーベルの各作品を新装版として再発した際に、『りぜるまいん』に続いて『D4プリンセス』も発売された（発売は8月3日）。新装版は旧版よりも廉価になり、なおかつパッケージが新装になっている変更点があるものの、DVDの内容そのものに変化はない。

### CD
- 『D4プリンセスS』全4巻（モブキャラの銀乃つばさを主役にし、内容を1話から24話に対応したそれぞれのセルフパロディ。毎回、つばさが酷い妄想を繰り広げる）

### ラジオ
- かーな・おみまゆ くるるん大放送!!

文化放送で日曜25:30から、ラジオ関西では土曜24:00から放送されていたラジオ番組。D4プリンセスと密接にリンクしテレビ放映分の裏のドラマが放送されていた。

## 小説
- D4プリンセス (電撃文庫、1999年10月1日発売) –  著：あらいりゅうじ 、イラスト・原作：原田 将太郎
  - ストーリーはあらいりゅうじによる完全オリジナル

| 文化放送 毎週日曜日 25:30 - 26:00 枠                         | 文化放送 毎週日曜日 25:30 - 26:00 枠                          | 文化放送 毎週日曜日 25:30 - 26:00 枠                                                 |
| 前番組                                                       | 番組名                                                        | 次番組                                                                               |
| ------------------------------------------------------------ | ------------------------------------------------------------- | ------------------------------------------------------------------------------------ |
| ラジオ・スーパーロボット魂 （1998年10月11日 - 1999年4月4日） | かーな・おみまゆ くるるん大放送!! （1999年4月11日 - 10月3日） | 大橋照子のしゃべりバビデブー （1999年10月10日 - 2001年4月1日） （25:00 - 26:00）     |
| ラジオ関西 毎週土曜日 24:00 - 24:30 枠                       |                                                               |                                                                                      |
| ラジオ・スーパーロボット魂 （1998年10月〜1999年3月）         | かーな・おみまゆ くるるん大放送!! （1999年4月 - 9月）         | ヘキサムーンガーディアンズ 喜久子・麻里安のお月様にお願い （1999年10月 - 2000年3月） |